# استرانسیم
استرانسیم (Strontium) یکی از عناصر شیمیایی جدول تناوبی است. نشانه کوتاه آن Sr و عدد اتمی آن ۳۸ است.

## تاریخچه
کانی استرانسیانیت در سال ۱۷۸۷ میلادی در دهکدهٔ استرانسین در اسکاتلند یافت شد. ادیر کراوفورد و توماس چارلز هوپ به بررسی این کانی پرداختند و اکسید فلز ناشناخته‌ای را در آن یافتند.
استرانسیم فلزی نرم با رنگ زرد نقره‌ای است. خواص فیزیکی و شیمیایی آن شباهت زیادی به کلسیم و باریم دارد. سلستید و استروتیانیت دو سنگ معدن مهم استرانسیم هستند. این فلز ممکن است از طریق الکترولیز کلرید مذاب تهیه شود. استرانسیم به‌طور طبیعی متشکل از چهار ایزوتوپ پایدار است. پایدارترین این ایزوتوپ‌ها، ایزوتوپ رادیو اکتیو استرانسیم -۹۰(نیمه عمر ۱/ ۲۸ سال) است. استرانسیم اولین بار در سال ۱۷۹۰ توسط A. Crawford دانشمند اسکاتلندی کشف گردید.
نام عنصر شیمیایی استرانسیم از لغت Strontian که نام شهری در اسکاتلند می‌باشد، گرفته شده‌است. در سال ۱۸۰۸، شخصی به نام Davey طی الکترولیز توانست این عنصر را کشف کند. البته در سال ۱۷۹۰، Adair Crawford کانی جدیدی به نام استرونتیانیت را شناسایی کرد که کانی‌های باریم دار متفاوت بود.
استرانسیم در کانی‌های سلستیت و استرونتیانیت یافت می‌شود. فلز استرانسیم از الکترولیز مخلوط کلر گداخته همراه با کلرید پتاسیم حاصل می‌شود، یا از احیا اکسید استرانسیم با آلومینیم در شرایط خلأ و در دمایی که استرانسیم تقطیر می‌شود، بدست می‌آید. سه شکل آلوتروپی این فلز وجود دارد که نقطه انتقال آن‌ها ۲۳۵ و ۵۴۰ درجه سانتیگراد می‌باشد.
استرانسیم از کلسیم نرمتر است و در آب به شدت تجزیه می‌شود. استرانسیم، در دماهای زیر ۳۸۰ درجه سانتیگراد، نیتروژن را جذب نمی‌کند. برای جلوگیری از اکسید شدن استرانسیم این عنصر باید در نفت سفید نگهداری شود. مقطع جدید استرانسیم، ظاهری نقره‌ای دارد، اما به سرعت به رنگ زرد با ساختار اکسیدی در می‌آید. فلز نهایی در هوا می‌سوزد. نمکهای فرار استرانسیم رنگ قرمز زیبایی دارند. این نمکها در فشفشه‌ها و مواد آتش زا کاربرد دارند. استرانسیم طبیعی از مخلوط چهار ایزوتوپ پایدار تشکیل شده‌است.
شانزده ایزوتوپ ناپایدار دیگر از استرانسیم وجود دارد. یکی از مهم‌ترین ایزوتوپ‌های ناپایدار استرانسیم 90Sr است که نیمه عمر آن ۲۹ سال می‌باشد. 90Sr محصول ریزشهای هسته‌ای است و مشکلاتی در سلامت انسان ایجاد می‌کند. این ایزوتوپ یکی از ایزوتوپ‌های با عمر طولانی است که اشعه بتا از خود متصاعد می‌کند و در دستگاه‌های SNAP (سیستم برای قدرت کمکی هسته‌ای) به کار می‌رود. این دستگاه‌ها برای ساختن فضاپیماها، ایستگاه‌های هواشناسی، بویه‌های دریایی و جاهایی که منابع قدرت هسته‌ای – الکتریکی، دراز مدت، سبک‌وزن نیاز است، به کار می‌روند.
در حال حاضر مهم‌ترین کاربرد استرانسیم برای تولید شیشه‌های رنگی تلویزیون است. همچنین از استرانسیم برای تولید آهنربا و تصفیه روی استفاده می‌شود. تیتانیت استرانسیم ماده نوری جالبی است که دارای شاخص انکسار بسیار بالایی است و پراکندگی نوری بالاتری نسبت به الماس دارد. استرانسیم به عنوان جواهر نیز به کار می‌رود، اما خیلی نرم است.
قیمت فلز استرانسیم (۹۸ درصد خلوص) در ژانویه ۱۹۹۰، پنج دلار در هر انس می‌باشد.

## ویژگی‌ها
استرانسیم یک فلز نقره‌ای دو ظرفیتی با رنگ زرد کم‌رنگ است که خواص آن بیشتر بین کلسیم و باریم همسایه‌های گروه خود و مشابه آن‌ها است.از کلسیم نرمتر و از باریم سخت تر است. نقطه ذوب (777 درجه سانتیگراد) و نقطه جوش (1377 درجه سانتیگراد) کمتر از کلسیم (به ترتیب 842 درجه سانتیگراد و 1484 درجه سانتیگراد) است. باریم این روند نزولی را در نقطه ذوب (727 درجه سانتیگراد) ادامه می دهد، اما نه در نقطه جوش (1900 درجه سانتیگراد). چگالی استرانسیوم (64/2 گرم بر سانتی متر مکعب) به طور مشابه بین کلسیم (54/1 گرم بر سانتی متر مکعب) و باریم (594/3 گرم بر سانتی متر مکعب) متوسط است .سه آلوتروپ از استرانسیوم فلزی با نقاط انتقال در دمای 235 و 540 درجه سانتی گراد وجود دارد.
به دلیل واکنش شدید آن با اکسیژن و آب، استرانسیوم به طور طبیعی تنها در ترکیبات با عناصر دیگر مانند مواد معدنی استرونتینیت و سلستین وجود دارد. برای جلوگیری از اکسید شدن، زیر یک هیدروکربن مایع مانند روغن معدنی یا نفت سفید نگهداری می شود. فلز استرانسیوم تازه در معرض نور به سرعت با تشکیل اکسید به رنگ زرد تبدیل می شود. فلز استرانسیوم پودری ریز، پیروفوریک است، به این معنی که در دمای اتاق به طور خود به خود در هوا مشتعل می شود. نمک های فرار استرانسیوم رنگ قرمز روشنی را به شعله های آتش می بخشند و این نمک ها در صنایع آتش نشانی و در تولید فلرها استفاده می شوند. مانند کلسیم و باریم و همچنین فلزات قلیایی و لانتانیدهای دو ظرفیتی یوروپیوم و ایتربیوم، فلز استرانسیم مستقیماً در آمونیاک مایع حل می‌شود و محلولی آبی تیره از الکترون‌های حل‌شده به دست می‌آید.

گردآورنده: امیرحسین حیدریان

## اثرات
در نتیجه واکنشهای شیمیایی، ترکیباتی از استرانسیم که در آب نا محلول هستند، محلول می‌شوند. ترکیبات محلول در آب، نسبت به ترکیبات نامحلول برای سلامتی انسان مضرتر هستند؛ بنابراین ترکیبات محلول استرانسیم، آب آشامیدنی را آلوده می‌کنند. خوشبختانه غلظت استرانسیم در آب آشامیدنی بسیار کم است. تنفس هوا یا گرد و غبار، خوردن غذا، آب آشامیدنی یا تماس با خاک آلوده به استرانسیم، باعث می‌شود که مقدار کمی استرانسیم وارد بدن انسان شود. احتمال ورود استرانسیم به بدن از راه خوردن و آشامیدن بیشتراست. استرانسیم موجود در غذا به استرانسیم موجود در بدن افزوده می‌شود. دانه‌ها، سبزیهای برگدار و لبنیات، استرانسیم بالایی دارند. میزان استرانسیم موجود در بدن اکثر افراد متوسط است. از بین ترکیبات استرانسیم، تنها کرومات استرانسیم است که حتی مقادیر بسیار اندک آن هم برای سلامتی بدن مضر است. معمولاً کروم سمی است که باعث بیماری می‌شود. کرومات استرانسیم باعث سرطان ریه می‌شود اما با استفاده از روشهای صحیح در کارخانجات خطرات و بیماری‌های ناشی از استرانسیم کاهش می‌یابد؛ بنابراین استرانسیم خطری جدی برای سلامتی انسان محسوب نمی‌شود. جذب مقدار زیاد استرانسیم برای سلامتی انسان خطری ندارد. تنها در یک مورد، فردی نسبت به استرانسیم حساسیت نشان داد اما مورد دیگری گزارش نشده‌است. در بچه‌ها جذب استرانسیم زیادی، باعث اختلالات رشد می‌شود.
نمکهای استرانسیم باعث خارش پوست یا دیگر مشکلات پوستی نمی‌شوند. وقتی جذب استرانسیم بسیار زیاد باشد، رشد استخوانها دچار مشکل می‌شود. اما این مشکل تنها زمانی پیش می‌آید که جذب استرانسیم بیش از هزار ppm باشد. میزان استرانسیم موجود در غذا و آب آشامیدنی به حدی نیست که باعث این قبیل عوارض شود. خطر استرانسیم رادیو اکتیو برای سلامتی انسان بیشتر از استرانسیم پایدار است. اگر جذب استرانسیم رادیواکتیو خیلی زیاد باشد، باعث کم خونی و کمبود اکسیژن می‌شود. غلطت بسیار بالای استرانسیم به خاطر آسیب به ماده ژنتیکی سلولها باعث سرطان می‌شود.

### زیست‌محیطی
استرانسیم عنصری است که به‌طور طبیعی در بسیاری از بخش‌های محیط زیست مانند سنگها، خاک، آب و هوا وجود دارد. ترکیبات استرانسیم به آسانی در محیط زیست حرکت می‌کنند زیرا بسیاری از این ترکیبات در آب محلول هستند. استرانسیم به صورت غبار، همیشه و به میزان مشخصی در هوا وجود دارد. میزان استرانسیم موجود در هوا در اثر فعالیت‌های بشری مانند سوختن زغال و نفت، ذرات غباری که حاوی استرانسیم هستند در آب‌های سطحی، خاک یا سطح گیاهان ته‌نشین می‌شوند. ذراتی که ته نشست نکرده‌اند به هنگام ریزش باران یا برف به زمین برمی گردند؛ بنابراین مقدار استرانسیم در خاک یا کف آب‌های سطحی افزایش می‌یابد و با استرانسیم موجود مخلوط می‌شود. استرانسیم از طریق خاک و هوازدگی سنگها، وارد آب می‌شود. تنها بخش کوچکی از استرانسیم موجود در آب از گرد و غبار موجود در هواست. قسمت عمده استرانسیم موجود در آب به‌صورت محلول است. اما بخشی از آن هم به صورت معلق می‌باشد که در بعضی جاها باعث گل آلود شدن آب می‌شود. میزان استرانسیم در آب آشامیدنی زیاد نیست. معمولاً در اثر فعالیت‌های بشری و عمدتاً در اثر ریختن زباله‌ها در آب، میزان استرانسیم موجود در آب بیشتر از حد طبیعی است. به علاوه در اثر ته‌نشینی ذرات گرد و غبار موجود در هوا که با ذرات استرانسیم حاصل از فرایندهای صنعتی واکنش داده‌اند هم میزان استرانسیم افزایش می‌یابد. غلظت استرانسیم موجود در خاک در اثر فعالیت‌های بشری و توسط خاکستر زغال سنگ و زباله‌های صنعتی افزایش می‌یابد. استرانسیم موجود در خاک در آب حل می‌شود بنابراین به اعماق زمین نفوذ می‌کند و وارد آب زیرزمینی می‌شود. بخشی از استرانسیمی که توسط انسان ایجاد می‌شود، وارد آب زیرزمینی نمی‌شود و ده‌ها سال در خاک باقی می‌ماند. به خاطر طبیعت استرانسیم بخشی از آن وارد بدن ماهی‌ها، سبزیجات، دامها و جانوران دیگر می‌شود. یکی از ایزوتوپ‌های استرانسیم رادیو اکتیو است. این ایزوتوپ به‌طور طبیعی در محیط وجود ندارد و در نتیجه فعالیت‌های بشری مانند آزمایش بمبهای اتمی در محیط افزایش می‌یابد. تنها راه کاهش غلظت این ایزوتوپ تجزیه رادیواکتیو آن به زیرکونیم پایدار است. غلظت استرانسیم رادیواکتیو در محیط زیست نسبتاً کم است و ذرات آن همیشه در خاک و کف آب تجمع می‌یابد. در نتیجه با دیگر ذرات استرانسیم مخلوط می‌شود. اما میزان آن در آب آشامیدنی افزایش نمی‌یابد.

## کاربردها

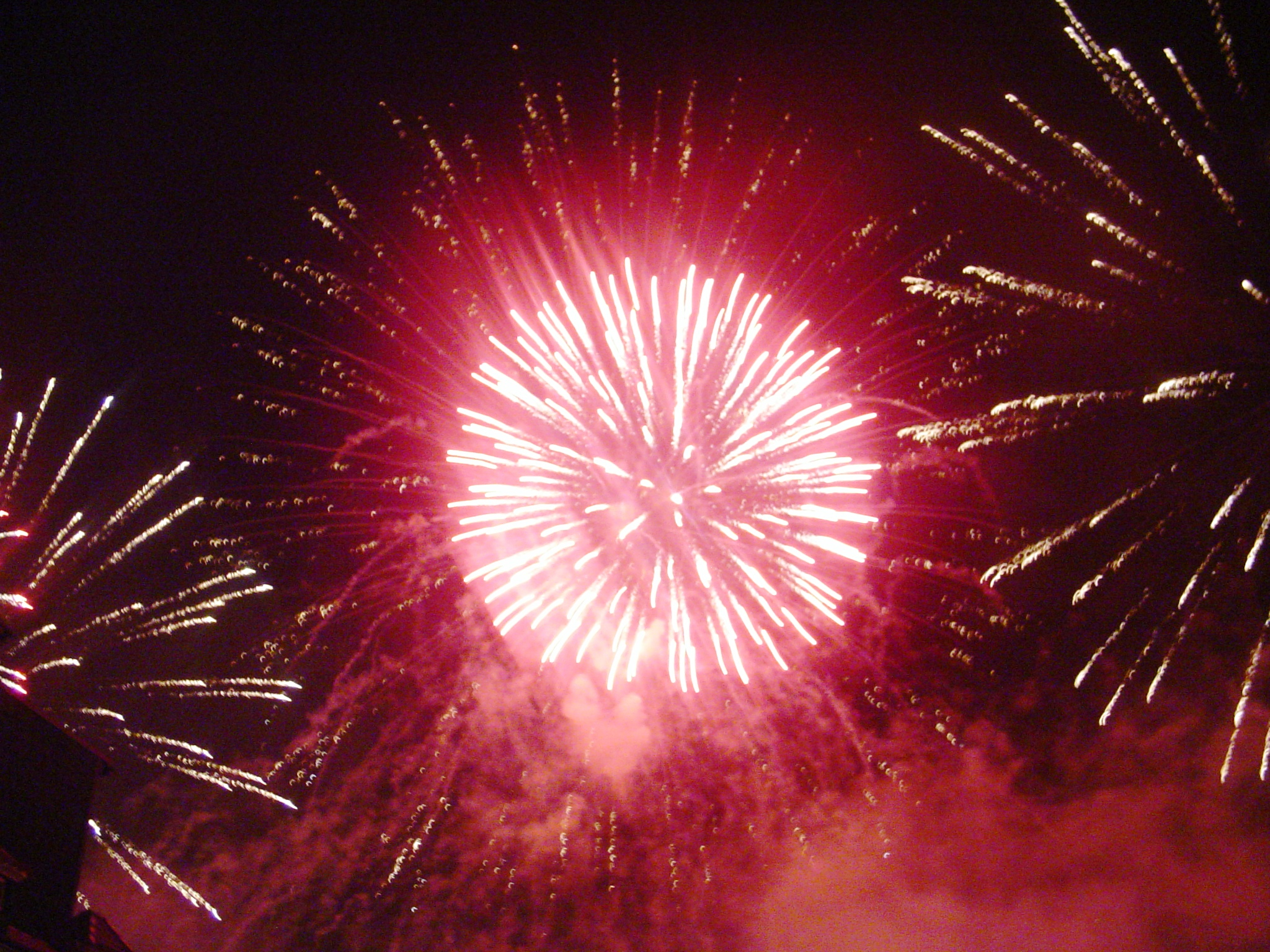
آتش بازی‌ها به علت ایجاد رنگ قرمز لاکی

تقاضا برای استرانسیم به تدریج به‌طور فزاینده ای با شروع روند استفاده از هیدروکسید استرانسیم در بازیافت شکر از ملاس‌های چغندرقند افزایش یافت. کانی سلستین عمده‌ترین کانی تجاری برای تولید Sr بوده و معمولاً به صورت روباز و به طریقه سنگ نحوی دستی استخراج می‌شود.
عمده‌ترین مصارف صنعتی استرانسیم به شرح زیر می‌باشد:
اصلاح ملاس چغندرقند با هیدروکسید استرانسیم برای گرفتن قند، در آتش بازی‌ها به علت ایجاد رنگ قرمز لاکی و در صنایع نظامی، ترکیبات مختلف آن از قبیل نیترات استرانسیم پر اکسید و اگزالات آن برای ساخت منورها، مهمات ردیاب و برای تهیه ابریشم مصنوعی استفاده می‌شود.
نمک‌های استرانسیم جهت ته‌نشینی سیلیس، آهن، منگنز از محلول‌های غلیظ شده کاربرد دارد.
فسفات استرانسیم جهت تهیه لامپ‌های فلوئورسانس استفاده می‌شود، کلرید استرانسیم در ساخت خمیر دندان برای دندان‌های حساس و نیز به عنوان جانشین باریت در گل حفاری برای چاه‌های نفت کاربرد دارد. در ساخت تلویزیون‌های رنگی کربنات استرانسیم برای لامپ تصویر به کار می‌رود.
اکسید استرانسیم و اکسید باریم برای محافظت اشعه در شیشه تلویزیون استفاده می‌شود، در ساخت سرامیک‌های فریت مگنت، کربنات استرانسیم مورد استفاده قرار می‌گیرد. این کانی اصولاً در خمیره، شیشه، چینی و لعاب مصرف شده که باعث افزایش سختی و شفافیت سرامیک می‌شود.
در صنعت الکترو سرامیک کربنات استرانسیم را در درجه حرارت بالا با اکسید آهن ترکیب نموده و به فریت تبدیل می‌کنند. پودر حاصله در ۱۲۰۰ درجه سانتی گراد ذوب شده و ماده ای به دست می‌آید که دارای خاصیت مغناطیسی بسیار زیاد می‌باشد.
برای الکترونیک روی از کربنات استرانسیم استفاده می‌شود، بدین جهت که ZnSo4 مقداری PbSo4 در خود دارد که کربنات استرانسیوم فلز Pb را از روی جدا می‌کند و در نتیجه باعث افزایش خلوص Zn می‌شود.
از دیگر موارد استفاده Sr و ترکیبات آن در پزشکی، صنایع متالورژی، ذوب فلزات، تهیه گریس، مواد رنگی، فیزیک نور (اپتیک)، حمام‌های نمک گداخته و … می‌باشد.
سلستیت در روان‌شناسی و روان‌پزشکی کاربرد وسیعی دارد و در این زمینه از کانی‌های با ارزش محسوب می‌شود. ترکیبات دارویی تهیه شده از آن باعث بالا رفتن مهارت‌های سخنوری، نویسندگی و روابط عمومی می‌شود و به دریافت پیام‌های شفاهی کمک نموده، باعث بالا رفتن قدرت دریافت و درک مفاهیم می‌گردد.
سلستین یک مینرال مناسب برای کلکسیونرها می‌باشد. رنگ آبی آسمان آن بسیار زیبا بوده و در میان کانی‌های سلطنتی بی همتا است. یکی دیگر از رنگ‌های زیبای آن سلستین آبی با گوگرد زرد روشن می‌باشد. بلورهای زیبا رنگ آبی جذاب و جلای ذوب سلستین آن را برای هر شخص کلکسیونر و هر کس دیگری ارزشمند می‌سازد و ژئودهای رنگی آن ارزش زیادی دارد.
کاربرد: برای تولید رنگ قرمز در کارهای آتشبازی و چراغها، تهیه باتریهای اتمی، و باعث تابش درخشان در فانوس دریایی می‌شود.